# 95474 Andreajbarbieri
95474 Andreajbarbieri è un asteroide della fascia principale. Scoperto nel 2002, presenta un'orbita caratterizzata da un semiasse maggiore pari a 2,6503870 au e da un'eccentricità di 0,1777812, inclinata di 3,38021° rispetto all'eclittica.
L'asteroide è dedicato all'ingegnere Andrea J. Barbieri.